# Cicatrisestola elongata
Cicatrisestola elongata är en skalbaggsart som beskrevs av Stefan von Breuning 1964. Cicatrisestola elongata ingår i släktet Cicatrisestola och familjen långhorningar. Inga underarter finns listade i Catalogue of Life.